# Ilha da Pombeba
A Ilha da Pombeba é uma ilha situada no interior da Baía de Guanabara, próximo ao cais do Porto do Rio de Janeiro, na cidade do Rio de Janeiro, no Brasil. Pertence ao bairro do Caju.
A ilha é uma formação artificial, criada a partir de sucessivos despejos de materiais de dragagens do Porto. A despeito disso, há presença de vegetação de mangue em sua orla e de bosque em seu interior, com ocorrência de diversas espécies de pássaros.
A ilha atualmente sofre de diversos problemas ambientais, oriundos tanto da atividade portuária quanto da poluição da baía. Um desses problemas enfrentados pela ilha é o grande acúmulo de pneus nas águas ao seu redor, conforme foi flagrado pelo O Globo em 2016,
resultado de anos de omissão do poder público.
Em 2011, a ilha foi o local definido pelo Instituto Estadual do Ambiente (INEA) para receber cerca de 30 mil metros cúbicos dos sedimentos da dragagem do Porto do Rio de Janeiro. Para o recebimento do material da dragagem, foram utilizados seis geotubos, cada um com capacidade de reter 5 mil metros cúbicos de sedimento. Esses geotubos são grandes sacos retangulares feitos com um tecido sintético que permite somente a passagem de água, mantendo o sedimento confinado.